# Sarasinica henrikseni
Sarasinica henrikseni is een hooiwagen uit de familie Epedanidae.